# Danelids IP

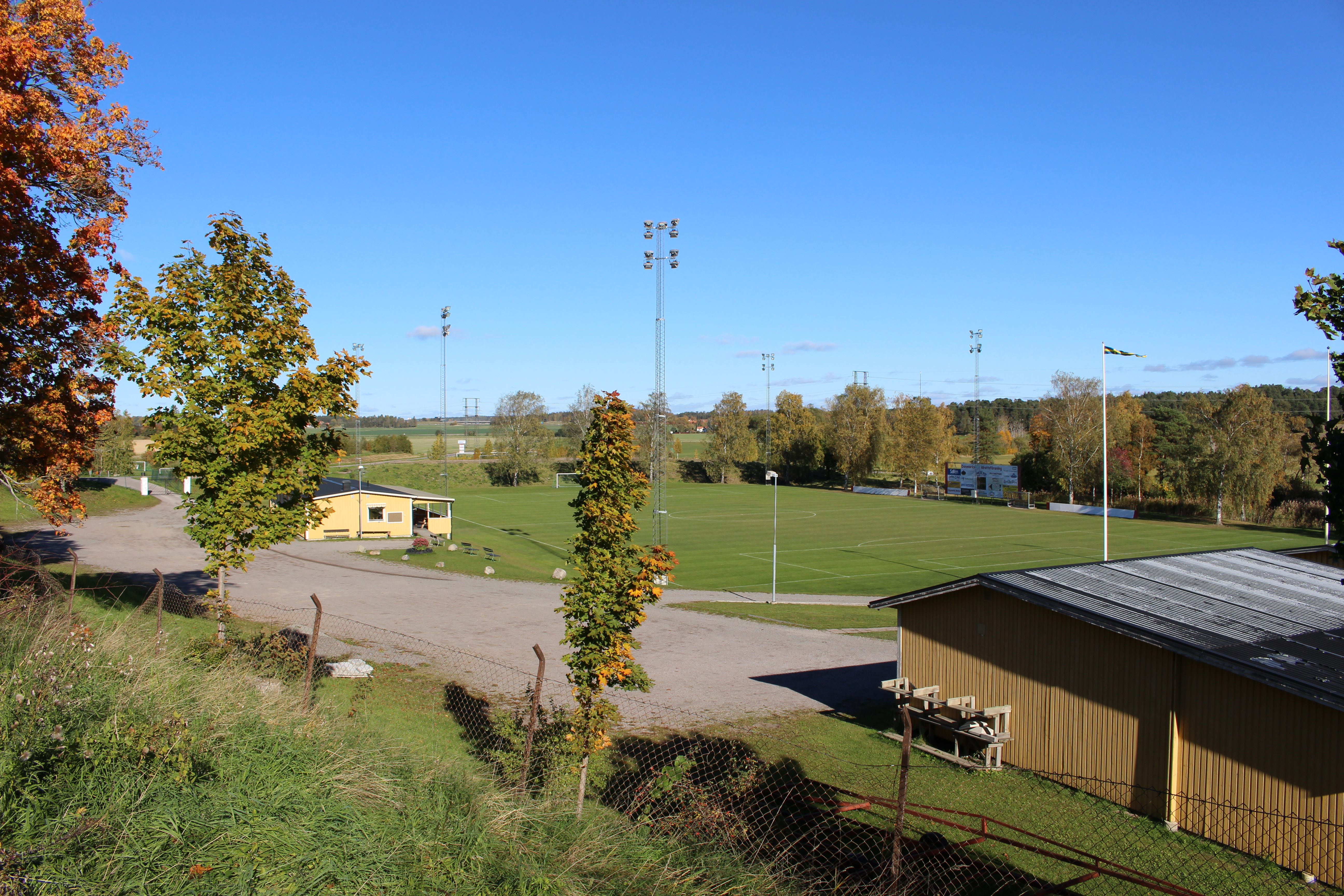
Fotbollsplan tillhörande Danelids IP strax öster om järnvägsövergången i Bergsbrunna

Danelids IP är en fotbollsanläggning i Bergsbrunna i Uppsala kommun som är hemmaarena för Danmarks IF.
Danelids IP ägs av Danmarks IF sedan 1986, då den inköptes från Bergsbrunna Tegelbruk. Danelid omfattar en huvudarena (A-plan) med gräs och tillhörande läktare, som består av träbänkar (kapacitet cirka 400 åskådare). Därtill finns en B-plan med gräs för träning och ungdomsmatcher. Det finns tre byggnader med omklädningsrum, klubbhus och en elljusanläggning. Uppvärmningen av varmvatten sker med hjälp av en solfångare. Vatten tas huvudsakligen ur en egen anläggning. Inom Danelids område finns tre egna parkeringsplatser. Även en mindre grusplan finns för ungdomsträning. Nära arenan, på västra sidan av vägen mellan Bergsbrunna och Danmarks by finns ett antal gräsplaner för fem-, sju-, nio- och elvamannaspel, som Danmark IF hyr och som står ungdomslagen till förfogande. Danmarks IF hyr även ett område vid Aspkällan.